# Liste der Biografien/Ves
Liste der Biografien |
Portal Biografien |
Personensuche
# |
A |
B |
C |
D |
E |
F |
G |
H |
I |
J |
K |
L |
M |
N |
O |
P |
Q |
R |
S |
T |
U |
V |
W |
X |
Y |
Z |
?
 
Va |
Vd |
Ve |
Vh |
Vi |
Vj |
Vl |
Vn |
Vo |
Vr |
Vs |
Vt |
Vu |
Vy
 
Vea |
Veb |
Vec |
Ved |
Vee |
Veg |
Veh |
Vei |
Vej |
Vek |
Vel |
Vem |
Ven |
Veo |
Veq |
Ver |
Ves |
Vet |
Veu |
Vev |
Vex |
Vey |
Vez
Die Liste der Biografien führt alle Personen auf, die in der deutschsprachigen Wikipedia einen Artikel haben. Dieses ist eine Teilliste mit 223 Einträgen von Personen, deren Namen mit den Buchstaben „Ves“ beginnt.

## Ves

### Vesa
- Vesaas, Halldis Moren (1907–1995), norwegische Lyrikerin und Prosaautorin
- Vesaas, Tarjei (1897–1970), norwegischer Romancier, Lyriker und Dramatiker
- Vėsaitė, Birutė (* 1951), litauische Politikerin (Seimas)
- Vesala, Edward (1945–1999), finnischer Schlagzeuger und Komponist
- Vesalainen, Kristian (* 1999), finnischer Eishockeyspieler
- Vesalius, Andreas (1514–1564), flämischer Anatom; gilt als Begründer der neuzeitlichen Anatomie sowie des morphologischen Denkens in der MedizinAndreas Vesalius (1514–1564)

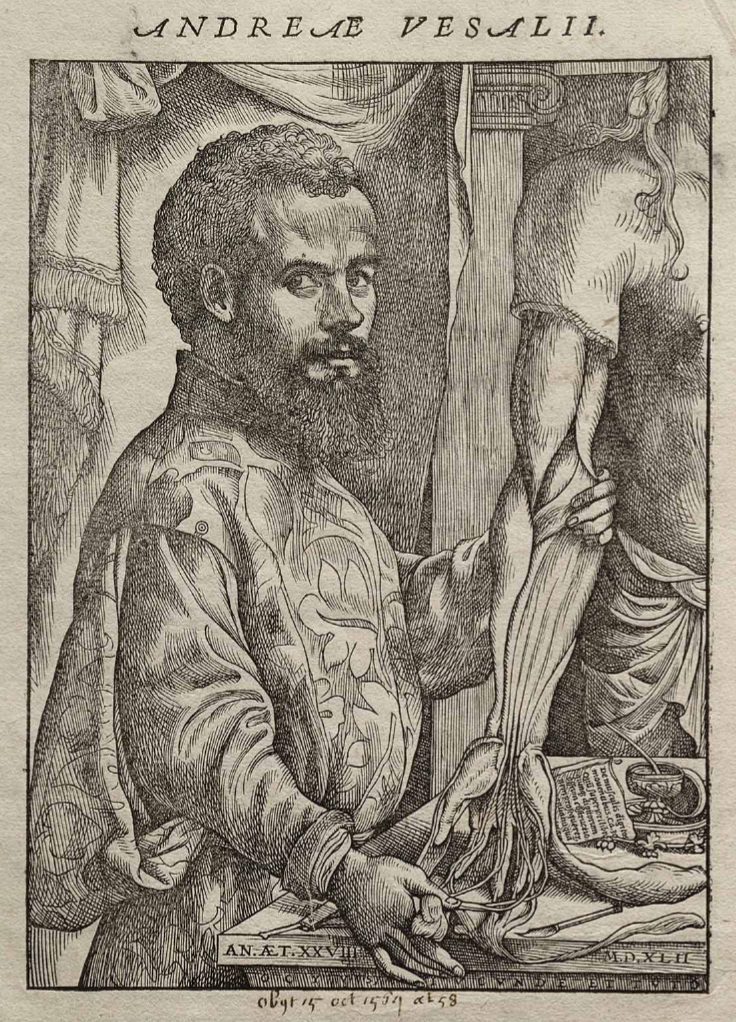
Andreas Vesalius (1514–1564)

- Vesamaa, Ilmari (1893–1973), finnischer Langstrecken- und Hindernisläufer

### Vesc
- Vescan, Cynthia (* 1992), französische Ringerin
- Vesce, Ryan (* 1982), US-amerikanischer Eishockeyspieler
- Vesci, Beatrix de, anglo-normannische Adlige
- Vesčiūnas, Albertas (1921–1976), litauischer Maler und Graphiker
- Vesco, Don (1939–2002), US-amerikanischer Motorradrennfahrer, Motorradweltrekordhalter (1970–1990)
- Vesco, Giselle (1925–2021), deutsche Schauspielerin
- Vesco, Jean-Paul (* 1962), französischer Ordensgeistlicher, römisch-katholischer Erzbischof von Algier und Kardinal
- Vescoli, Toni (* 1942), Schweizer Musiker und Singer-Songwriter
- Vescoli, Urs (* 1966), Schweizer Skeletonpilot
- Vesconte, Pietro, italienischer Kartograf und Geograf
- Vescovi, Gerhard (1922–1998), deutscher Dichterarzt
- Vescovi, Giovanni (* 1978), brasilianischer Schachspieler
- Vescovo, Victor (* 1966), US-amerikanischer Investor, Entdecker und MarineoffizierVictor Vescovo (* 1966)

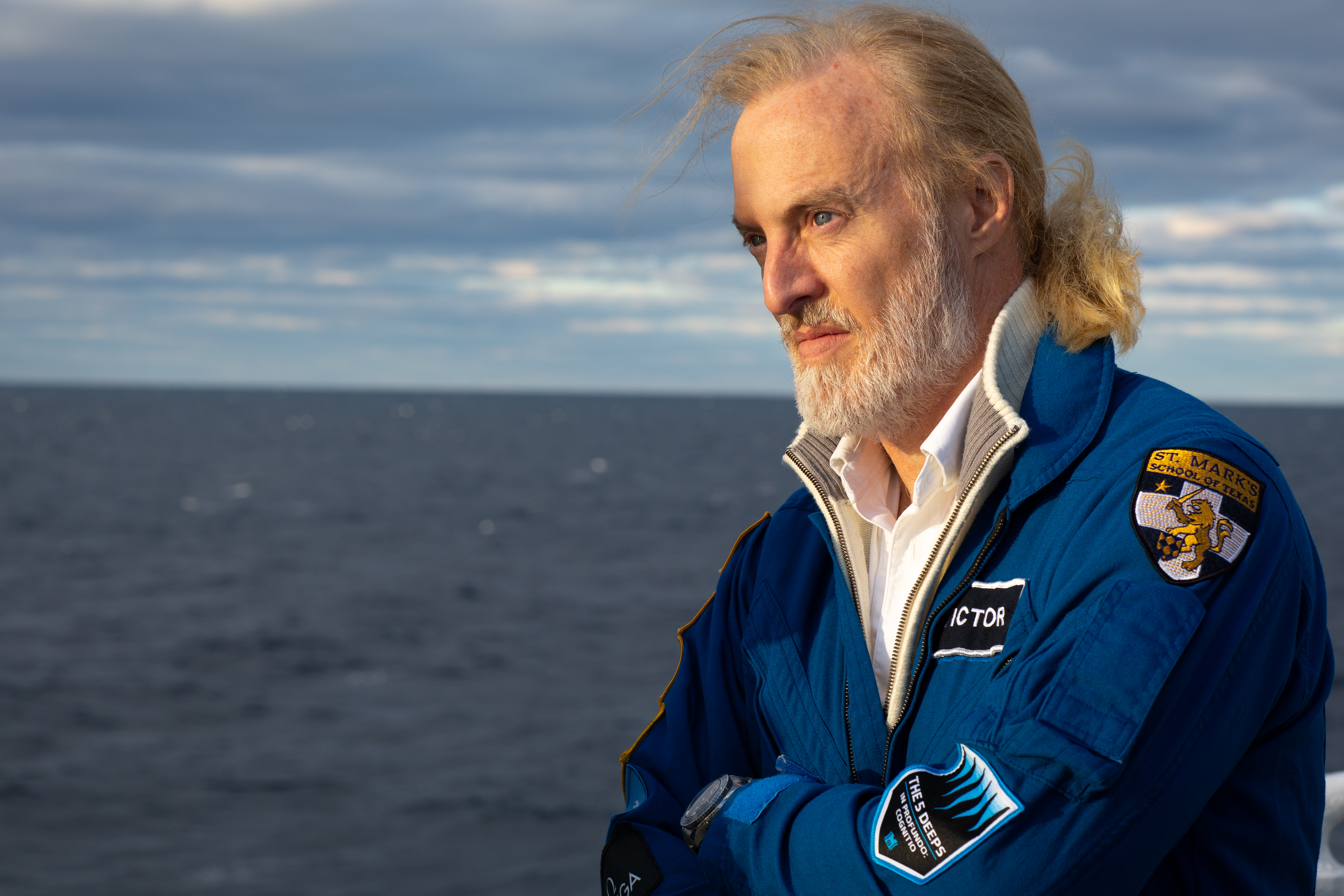
Victor Vescovo (* 1966)

- Vescy of Kildare, William de († 1314), englisch-irischer Adliger und Politiker
- Vescy, Isabel de, englisch-französische Adlige
- Vescy, John de (1244–1289), englischer Adliger, Militär und Diplomat

### Vese
- Vesecká, Zora (* 1967), tschechische Filmschauspielerin
- Veselá, Lucie (* 1991), tschechische Volleyballspielerin
- Veseli, Frédéric (* 1992), schweizerisch-albanischer Fußballspieler
- Veseli, Kadri (* 1967), kosovarischer Vorsitzender der Versammlung der Republik Kosovo
- Veseli, Refik, Fotograf und ein Gerechter unter den Völkern
- Veselica, Marko (1936–2017), kroatischer Politiker
- Veselinov, Blagoj (* 1984), mazedonischer Film- und Theaterschauspieler
- Veselinović, Ana (* 1988), montenegrinische Tennisspielerin
- Veselinović, Janko (1862–1905), serbischer Schriftsteller
- Veselinović, Sonja (* 1981), serbische Literaturwissenschafterin
- Veselinović, Todor (1930–2017), serbischer Fußballtrainer, zuvor jugoslawischer Fußballspieler
- Veselka, Julius (1943–2012), litauischer Politiker und Wirtschaftswissenschaftler
- Veselka, Stefan (* 1968), norwegisch-tschechischer Pianist und Dirigent
- Vesell, Elliot S. (1933–2018), US-amerikanischer Pharmakologe
- Veselovský, Peter (1964–2025), slowakischer Eishockeyspieler
- Veselovský, Zdeněk (1928–2006), tschechischer Zoologe und Ethologe
- Veselsky, Ernst Eugen (1932–2014), österreichischer Wirtschaftswissenschaftler und Politiker (SPÖ), Abgeordneter zum Nationalrat, Mitglied des Bundesrates
- Veselý, Aleš (1935–2015), tschechischer Bildhauer
- Vesely, Bernd (1952–2009), deutscher Fußballspieler
- Veselý, Bohumil (* 1945), tschechoslowakischer Fußballspieler
- Veselý, František (1943–2009), tschechoslowakischer Fußballspieler
- Veselý, František (* 1969), tschechischer Fußballspieler
- Vesely, Franz (1898–1951), österreichischer Politiker (SPÖ), Landtagsabgeordneter
- Vesely, Herbert (1931–2002), österreichischer Filmregisseur und Drehbuchautor
- Vesely, Ivo (1926–2002), australischer Eishockeyspieler
- Vesely, J. A. (1901–1969), österreichischer Filmproduktionsleiter
- Veselý, Jan (1923–2003), tschechoslowakischer Radrennfahrer
- Veselý, Jan (* 1990), tschechischer Basketballspieler
- Veselý, Jiří (* 1993), tschechischer TennisspielerJiří Veselý (* 1993)

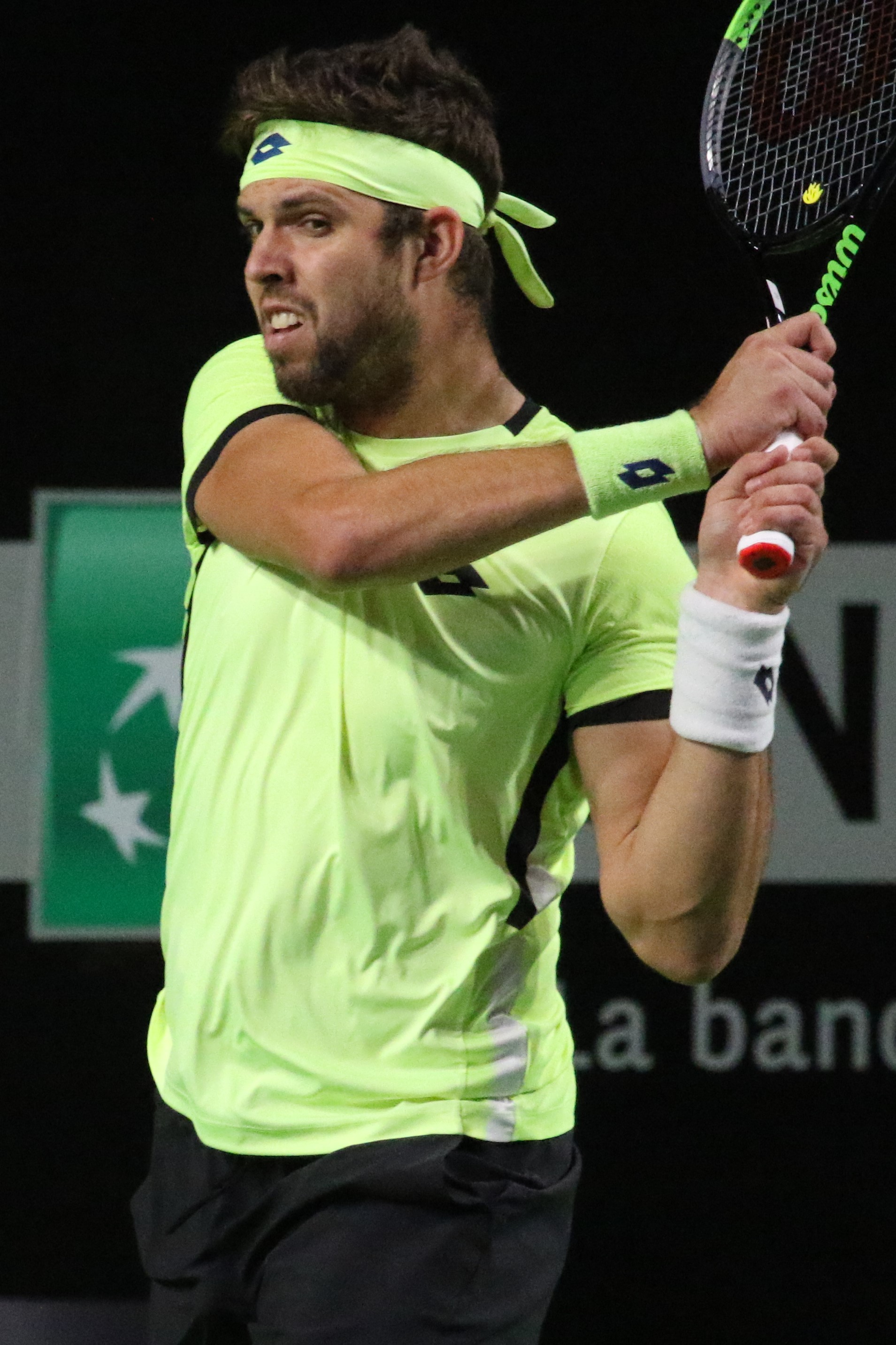
Jiří Veselý (* 1993)

- Vesely, Ludwig (1903–1986), österreichischer Zehnkämpfer
- Vesely, Ludwig (1919–1944), österreichischer Widerstandskämpfer, Kommunist und KZ-Häftling
- Veselý, Michal (* 1980), tschechischer Fußballspieler
- Veselý, Petr (* 1971), tschechischer Fußballspieler
- Veselý, Vítězslav (* 1983), tschechischer Leichtathlet
- Vesembeck, Johann (1548–1612), deutscher lutherischer Theologe
- Vesenjak, Maša (* 1982), slowenische Tennisspielerin
- Vesenjak, Urška (* 1982), slowenische Tennisspielerin
- Vesenmayer, Bernhard (1910–1995), baden-württembergischer Verwaltungsjurist
- Vesentini, Edoardo (1928–2020), italienischer Mathematiker und Politiker
- Vesentini, José William (* 1950), brasilianischer Geograph und Schulbuchautor
- Veser, Ernst (1946–1997), deutscher Politikwissenschaftler und Hochschullehrer
- Veser, Reinhard (* 1968), deutscher Journalist
- Vesey, Denmark († 1822), afroamerikanischer Sklave und Freiheitskämpfer
- Vesey, Elizabeth (1715–1791), Mitbegründerin der Blaustrümpfe
- Vesey, Jimmy (* 1993), US-amerikanischer Eishockeyspieler
- Vesey-Fitzgerald, Leslie Desmond Edward Foster (1910–1974), irischer Entomologe, Ornithologe, Naturschützer und Pflanzensammler

### Vesg
- Vesga, Mikel (* 1993), spanischer Fußballspieler

### Vesi
- Vesian, Nicole de (1916–1996), französische Designerin und Gartengestalterin
- Vesic, Aleksandar (1924–1982), jugoslawisch-US-amerikanischer Geotechniker
- Vesik, Rivo (* 1980), estnischer Beachvolleyballspieler
- Věšín, Jaroslav (1860–1915), tschechischer Maler
- Vésir, Dominique (* 1956), französischer Fußballspieler

### Vesk
- Veske, Mihkel (1843–1890), estnischer Lyriker und Sprachwissenschaftler
- Veski, Anne (* 1956), sowjetisch-estnische Sängerin
- Veski, Johannes Voldemar (1873–1968), estnischer Sprachwissenschaftler
- Veskimägi, Taavi (* 1974), estnischer Politiker und GeschäftsmannTaavi Veskimägi (* 1974)

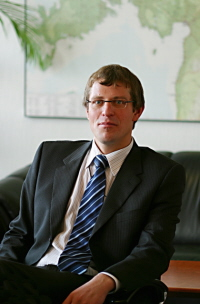
Taavi Veskimägi (* 1974)

- Veškovac, Dušan (* 1986), serbischer Fußballspieler

### Vesl
- Vesly, Jean Michel de (1535–1600), französischer Kartäuser, Übersetzer und Mystischer Autor

### Vesm
- Vesmás, Tamás (* 1944), ungarischer Pianist

### Vesn
- Vešner Tičić, Luka (* 2000), slowenischer Fußballspieler
- Vesnić, Milenko (1863–1921), serbischer Politiker und Diplomat

### Vesp
- Vespa, antiker römischer Dichter
- Vespa, Líber (1971–2018), uruguayischer Fußballspieler
- Vespasia Polla, Mutter des römischen Kaisers Vespasian und Großmutter seiner Nachfolger Titus und Domitian
- Vespasian (9–79), römischer KaiserVespasian (9–79)

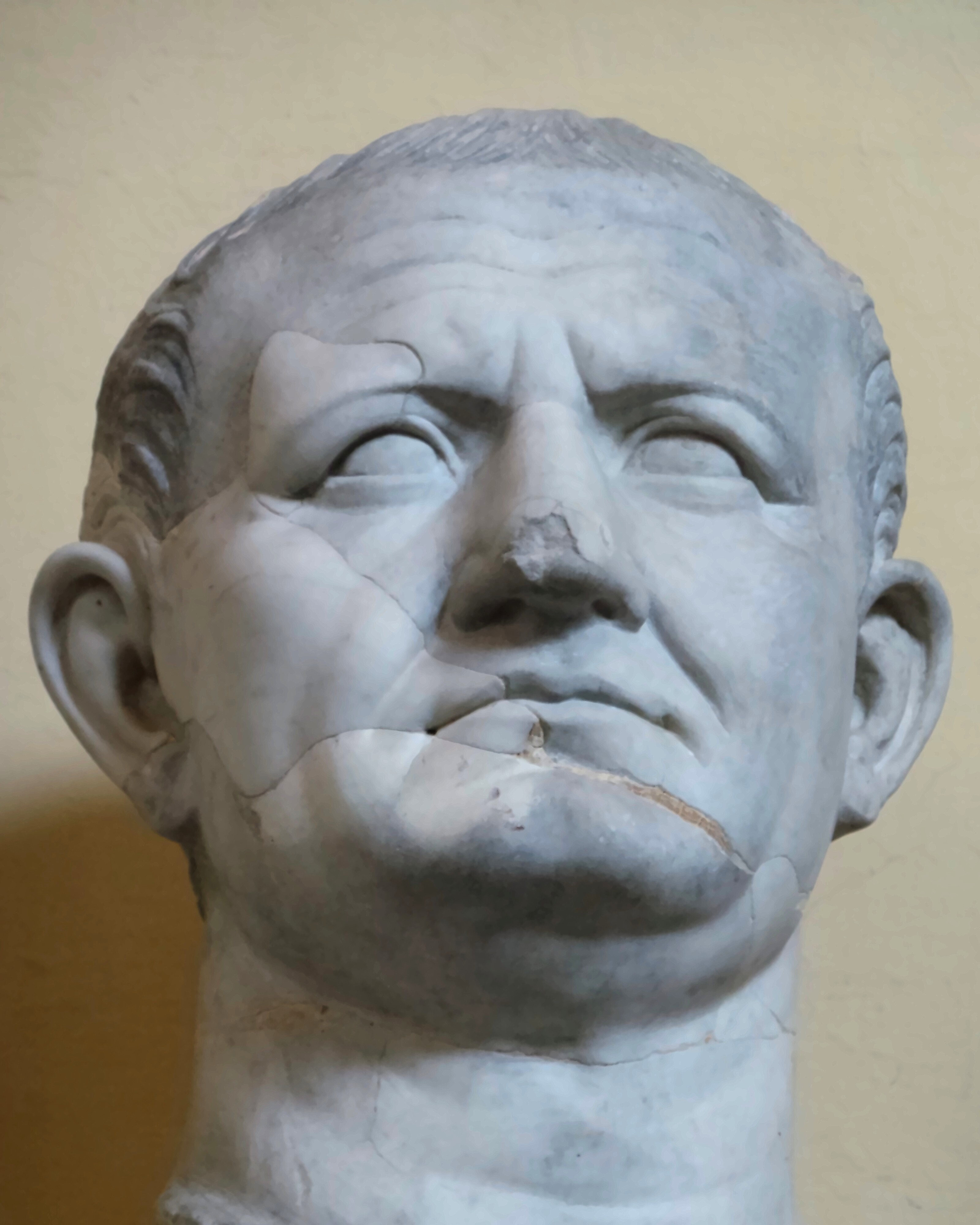
Vespasian (9–79)

- Vespasian der Jüngere, Adoptivsohn des römischen Kaisers Domitian
- Vesper, Alex (* 1967), deutscher Schlagzeuger
- Vesper, Bernward (1938–1971), deutscher Schriftsteller, politischer Aktivist und Verleger
- Vesper, Ekkehart (1924–2005), deutscher Bibliothekar
- Vesper, Elke (* 1949), deutsche Schriftstellerin
- Vesper, Georg Christian Wilhelm (1802–1880), Landstand Waldeck und Bürgermeister von Korbach
- Vesper, Guntram (1941–2020), deutscher Schriftsteller und Dichter
- Vesper, Heike (* 1970), deutsche Biologin
- Vesper, Karl (1883–1933), deutscher Kommunist und Widerstandskämpfer gegen den Nationalsozialismus
- Vesper, Karl-Heinz (1931–2006), deutscher Diplomat, Botschafter der DDR
- Vesper, Ludwig (1806–1863), Landtagsabgeordneter Waldeck
- Vesper, Michael (* 1952), deutscher Politiker (Bündnis 90/Die Grünen), MdL
- Vesper, Otto (1875–1923), deutscher Politiker (SPD)
- Vesper, Rudolf (* 1939), deutscher Ringer
- Vesper, Stefan (* 1956), deutscher Theologe, Generalsekretär des Zentralkomitees der deutschen Katholiken (ZdK)
- Vesper, Walter (1897–1978), deutscher Politiker (KPD), MdL, MdB
- Vesper, Will (1882–1962), deutscher Schriftsteller und Literaturkritiker
- Vesperini, Edith (* 1945), französische Kostümbildnerin
- Vespermann, Clara (1799–1827), deutsche Sängerin (Sopran)
- Vespermann, Gerd (1926–2000), deutscher Schauspieler und SynchronsprecherGerd Vespermann (1926–2000)

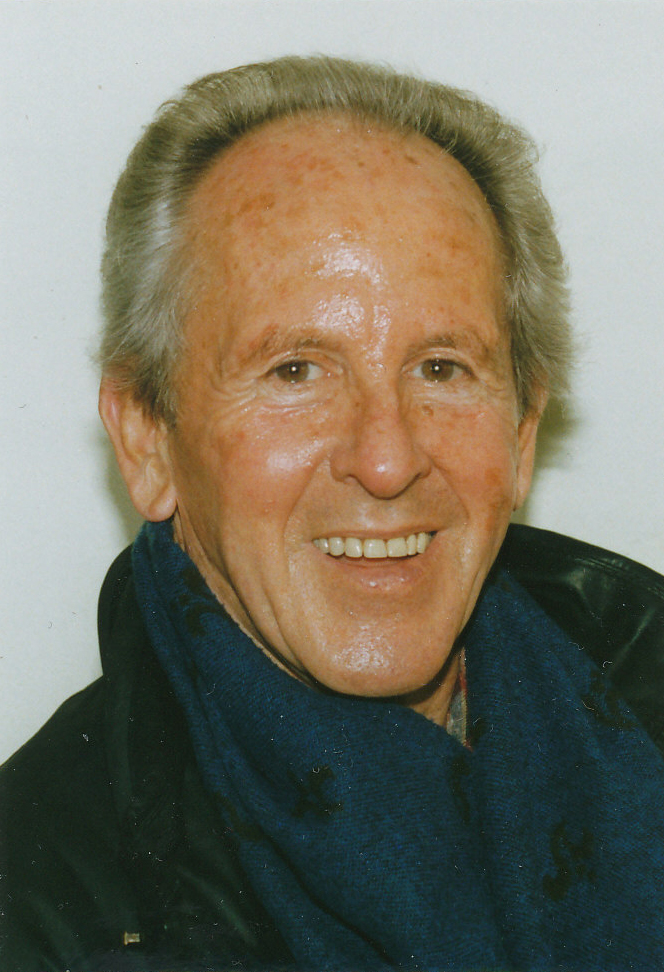
Gerd Vespermann (1926–2000)

- Vespermann, Katharina (1802–1877), deutsche Opernsängerin (Sopran)
- Vespermann, Kurt (1887–1957), deutscher Schauspieler
- Vespermann, Leonore (1900–1974), Malerin des Spätexpressionismus
- Vespestad, Jarle (* 1966), norwegischer Jazzschlagzeuger
- Vespignani, Giuseppe Maria (1800–1865), italienischer römisch-katholischer Geistlicher, Kurienerzbischof und Bischof von Orvieto
- Vespignani, Virginio (1808–1882), italienischer Architekt
- Vespoli, Michael (* 1946), US-amerikanischer Ruderer
- Vesprini, Tulio (1885–1951), italienischer Autorennfahrer
- Vespucci, Amerigo (1451–1512), Navigator und Seefahrer, Namensgeber des Kontinents AmerikaAmerigo Vespucci (1451–1512)

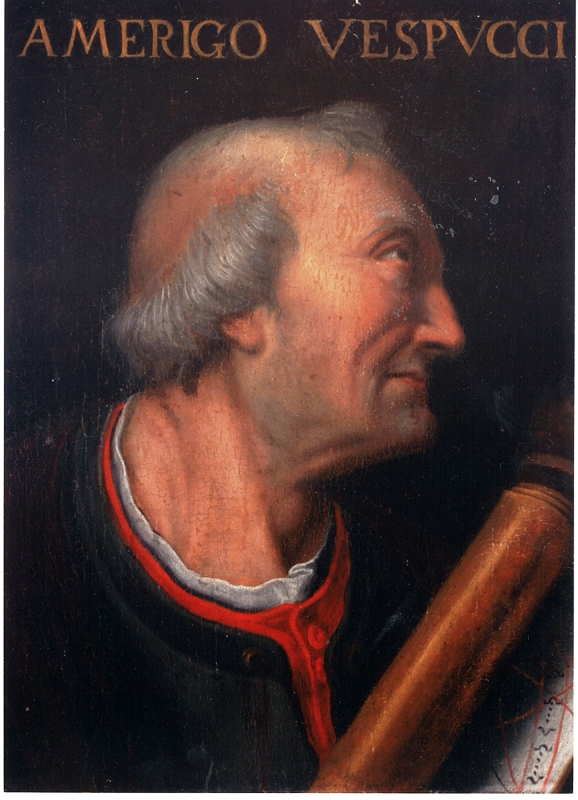
Amerigo Vespucci (1451–1512)

- Vespucci, Simonetta (1453–1476), Geliebte von Giuliano di Piero de Medici, Modell

### Vesq
- Vesque von Püttlingen, Johann (1803–1883), österreichischer Jurist und Liederkomponist

### Vess
- Vessaz, Antoine (1833–1911), Schweizer Politiker (FDP)
- Vesselsky, Irmie (* 1984), österreichische Singer-Songwriterin/Pianistin und Schauspielerin
- Vessenberg, Rain (* 1975), estnischer Fußballtorwart
- Vesser, Dale A. (* 1932), US-amerikanischer Offizier, Generalleutnant der US-Army
- Vessey, John W. junior (1922–2016), US-amerikanischer General der United States Army
- Vessey, Maggie (* 1981), US-amerikanische Leichtathletin
- Vessey, Robert S. (1858–1929), US-amerikanischer Politiker
- Vessiot, Ernest (1865–1952), französischer Mathematiker
- Vessler, Konrad, deutscher Kirchenjurist, Chorherr und Hochschullehrer

### Vest
- Vest, Charles M. (1941–2013), US-amerikanischer Ingenieur und Hochschullehrer
- Vest, Georg (1896–1977), dänischer Turner
- Vest, George Graham (1830–1904), US-amerikanischer Politiker
- Vest, George S. (1918–2021), US-amerikanischer Diplomat
- Vest, Jack (1926–1972), US-amerikanischer Schiedsrichter im American Football
- Vest, Johann († 1694), deutscher Orgelbauer in Siebenbürgen
- Vest, Jovnna-Ánde (* 1948), samisch-finnischer Autor und Übersetzer
- Vest, Lorenz Chrysanth von (1776–1840), österreichischer Arzt und Botaniker
- Vest, Matthew (* 1992), US-amerikanischer Basketballspieler
- Vest, Peter (* 1962), deutscher Volkswirt und Manager
- Vest, Signe (1908–1980), dänische Krankenschwester
- Vestad, Sigurd (1907–2001), norwegischer Skilangläufer
- Vestager, Margrethe (* 1968), dänische Politikerin (Det Radikale Venstre (RV)), Mitglied des FolketingMargrethe Vestager (* 1968)

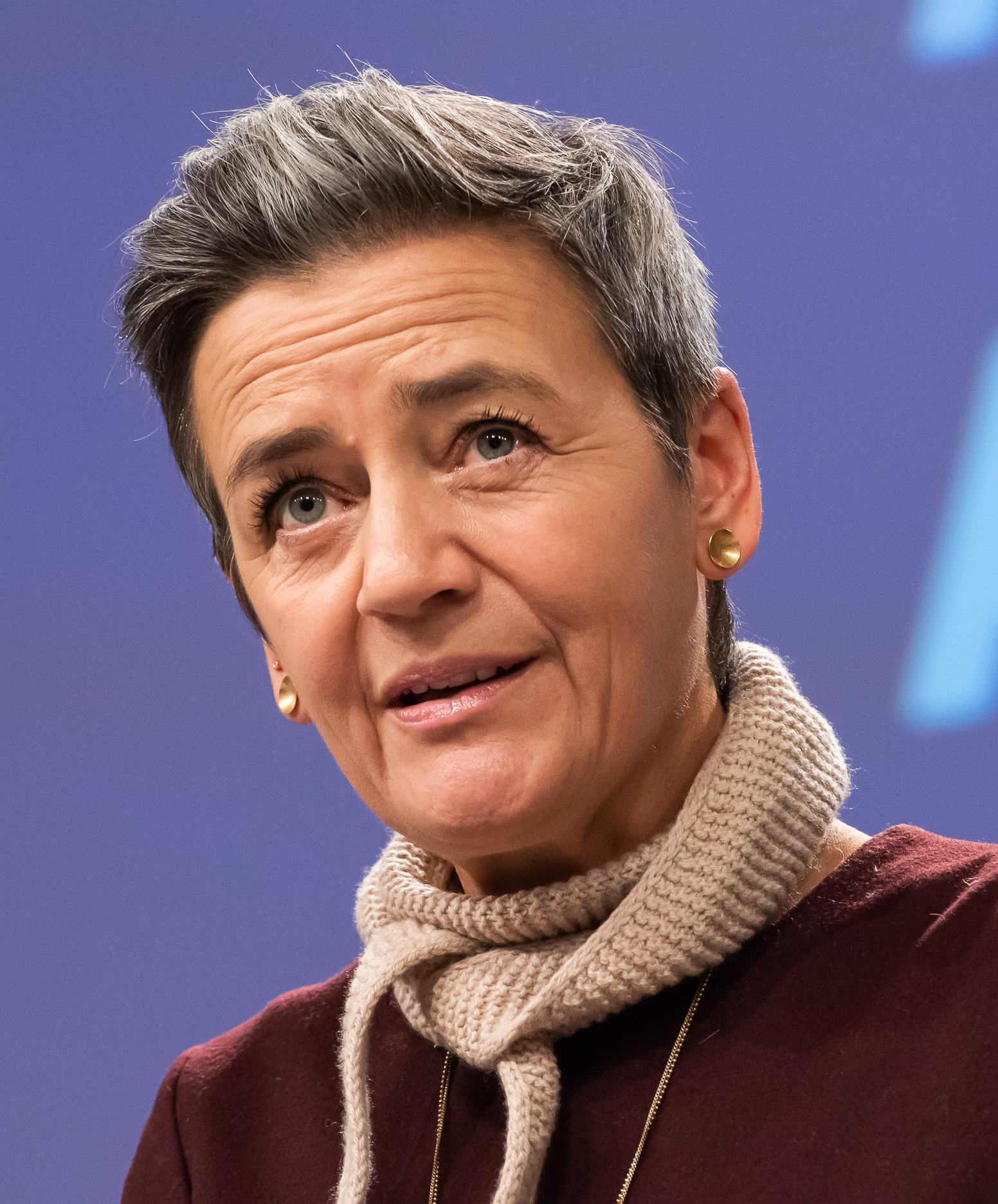
Margrethe Vestager (* 1968)

- Vestal, Albert Henry (1875–1932), US-amerikanischer Politiker
- Vestal, David (1924–2013), US-amerikanischer Fotograf, Kritiker und Lehrer
- Vestal, Stanley (1887–1957), amerikanischer Schriftsteller und Historiker
- Vestberg, Hans (* 1965), schwedischer Ökonom und Geschäftsmann
- Vestdijk, Simon (1898–1971), niederländischer Schriftsteller
- Veste, Paulette (* 1928), französische Kugelstoßerin und Diskuswerferin
- Vésteinn Hafsteinsson (* 1960), isländischer Leichtathlet
- Vestel, Georg (1882–1933), estnischer Politiker und Unternehmer der Zwischenkriegszeit
- Vesten, Inge (* 1908), deutsche Schauspielerin, Sängerin und Kabarettistin
- Vestenický, Emil (* 1948), slowakischer Militär und Politiker
- Vester, Claus (* 1963), deutscher Synchronsprecher und Hörbuchsprecher
- Vester, Frederic (1925–2003), deutscher Biochemiker, Umweltexperte und populärwissenschaftlicher Autor
- Vester, Heinrich (1806–1891), deutscher Maler
- Vester, Helmut (1913–2001), deutscher Apotheker, Pharmaziehistoriker
- Vester, Jakob (* 2004), dänischer Fußballspieler
- Vester, Madeleine (* 1954), deutsche Theater-, Film- und Fernsehschauspielerin
- Vester, Michael (* 1939), deutscher Politikwissenschaftler und Hochschullehrer
- Vester, Moses Yoofee (* 1999), deutscher Fusion- und Jazzmusiker (Piano, Komposition)
- Vester, Saskia (* 1959), deutsche Schauspielerin, Hörspielsprecherin und Autorin
- Vester, Willem (1824–1895), niederländischer Landschafts- und Tiermaler
- Vesterbekkmo, Silje (* 1983), norwegische Fußballspielerin
- Vesterbirk, Lars (1946–2021), dänischer Beamter und Diplomat
- Vesterby, Edvin (* 1927), schwedischer Ringer
- Vesterby, Michelle (* 1983), dänische Triathletin
- Vestergaard, Charles (1884–1956), dänischer Geher
- Vestergaard, Henrik (* 1972), dänischer Schauspieler und Bühnenautor
- Vestergaard, Jacob (* 1961), färöischer Polizist und Politiker der konservativen Volkspartei (Fólkaflokkurin)
- Vestergaard, Jakob (* 1975), dänischer Handballspieler und -trainer
- Vestergaard, Jannik (* 1992), dänisch-deutscher FußballspielerJannik Vestergaard (* 1992)

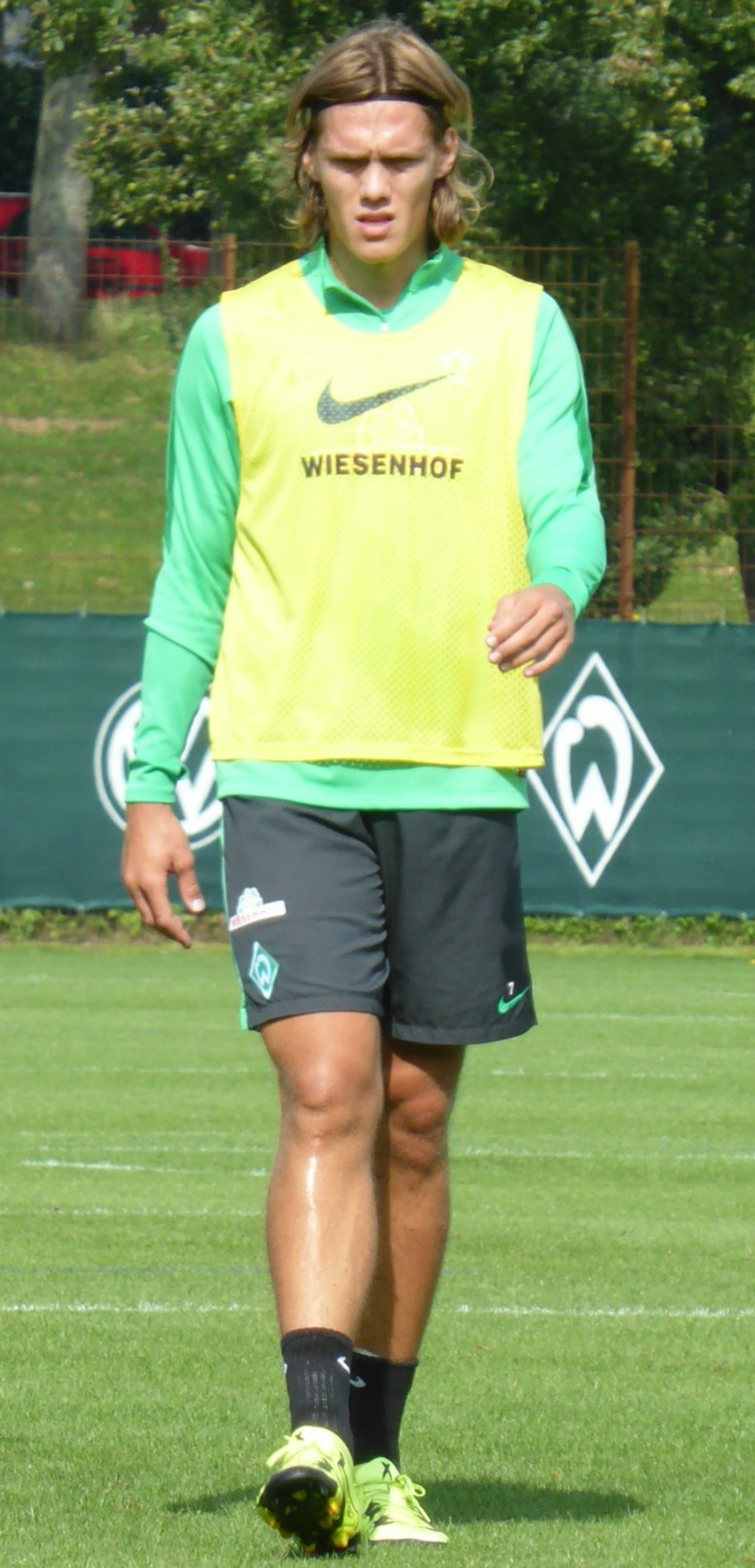
Jannik Vestergaard (* 1992)

- Vestergaard, Mette (* 1975), dänische Handballspielerin und -trainerin
- Vestergaard, Niels Peter (1893–1956), dänischer Propst
- Vesterinen, Pauli (1923–2005), finnischer Speerwerfer
- Vesterinen, Vihtori (1885–1958), finnischer Politiker, Mitglied des Reichstags, Landwirtschafts- und Sozialminister
- Vesterinen, Viljo (1907–1961), finnischer Akkordeonspieler und Komponist
- Vestering, Jordan (* 2000), singapurischer Fußballspieler
- Vesterlund, Edvard (1901–1982), finnischer Ringer
- Vesterlund, Jouko (* 1959), finnischer Eisschnellläufer
- Vestermanis, Marģers (* 1925), lettischer Holocaustüberlebender und Historiker
- Vestermans, Iļja (1915–2005), lettischer Fußballspieler
- Vestermans, Noja (1913–1942), lettischer Fußballspieler
- Vestermo, Birger (* 1930), norwegischer Skilangläufer
- Vesters, Jan (1869–1952), niederländischer Journalist und Chefredakteur
- Vesterstein, Kaitlyn (* 1999), amerikanisch-estnische Skirennläuferin
- Vestey, Paul (* 1944), britischer Geschäftsmann, Adeliger und Autorennfahrer
- Vestey, Samuel, 3. Baron Vestey (1941–2021), britischer Peer, Unternehmer und Hofbeamter
- Vesth, Louise (* 1973), dänische Filmproduzentin
- Vesti, Frederik (* 2002), dänischer AutomobilrennfahrerFrederik Vesti (* 2002)

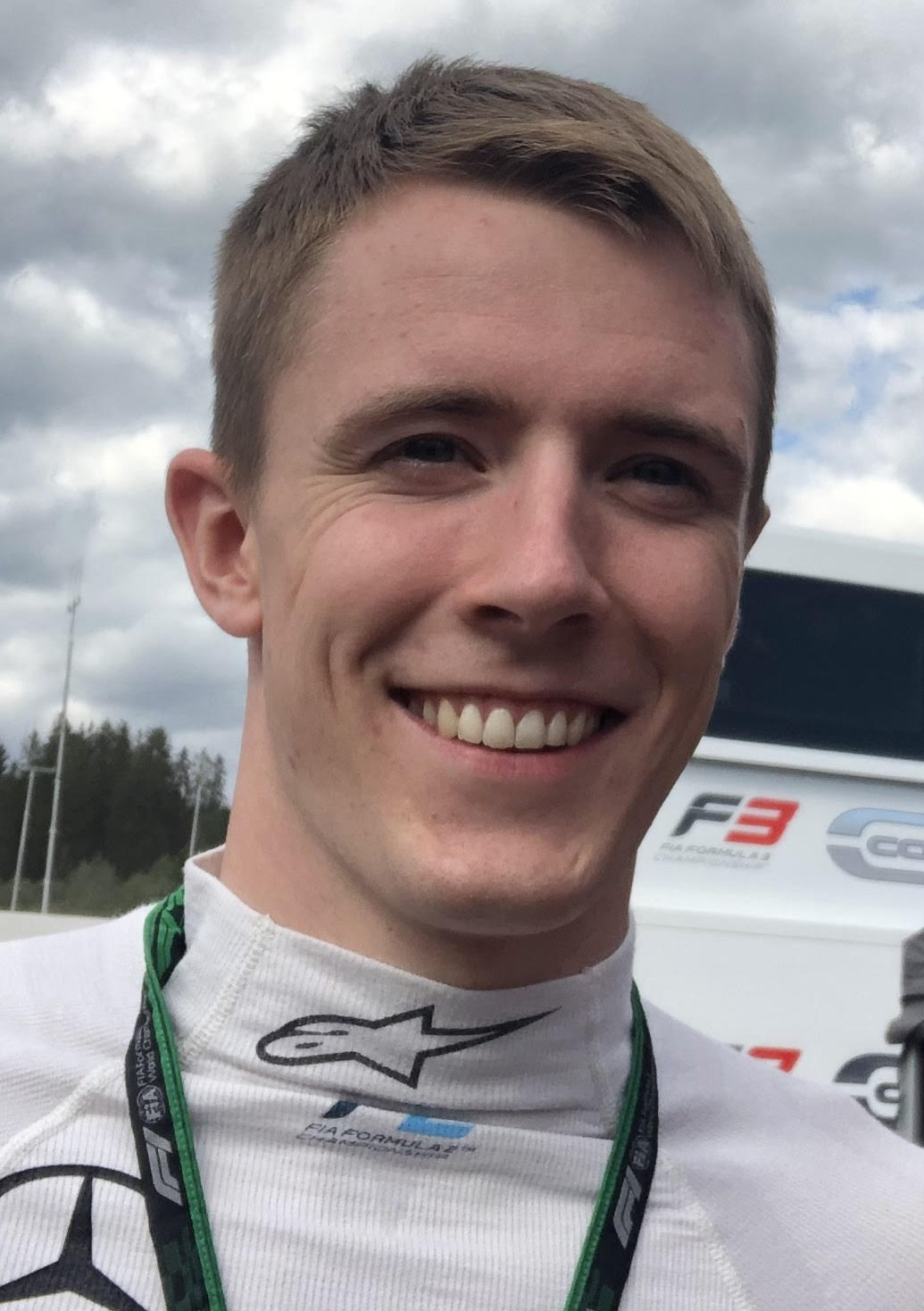
Frederik Vesti (* 2002)

- Vesti, Walter (* 1950), Schweizer Skirennfahrer
- Vestine, Henry (1944–1997), US-amerikanischer Gitarrist
- Vesting, Thomas (* 1958), deutscher Rechtswissenschaftler
- Vestinus, antiker römischer Toreut
- Vestinus Quadratus, Marcus, römischer Offizier (Kaiserzeit)
- Vestlund, Börje (1960–2017), schwedischer Politiker (Sveriges socialdemokratiska arbetareparti), Mitglied des Riksdag
- Vestly, Anne-Catharina (1920–2008), norwegische Schriftstellerin
- Vestmann, Hendrik (* 1974), estnischer Dirigent
- Vestner, Andreas (1707–1754), deutscher Medailleur und Stempelschneider
- Vestner, Ernst (1950–1980), deutscher Mann, Mordopfer
- Vestner, Georg Wilhelm (1677–1740), deutscher Medailleur und Stempelschneider
- Vestralp, alamannischer Gaukönig der Bucinobanten
- Vestre, Jan Christian (* 1986), norwegischer Politiker
- Vestrheim, Heidi Marie (* 1977), norwegische Singer-Songwriterin
- Vestricius Spurinna, Titus, römischer Konsul
- Vestring, Alfred (* 1930), deutscher Diplomat
- Vestring, Heinrich (1562–1650), deutscher Pastor und Pädagoge in Estland
- Vestring, Heinrich der Jüngere († 1643), deutsch-baltischer Pastor in Estland
- Vestring, Johann, deutsch-baltischer Pastor in Estland
- Vestring, Salomo Heinrich (1663–1749), deutsch-estnischer Theologe und Literat
- Vestrini, Pier Luigi (1905–1989), italienischer Ruderer und Maler
- Vestrini, Renzo (1906–1976), italienisch-venezolanischer Ruderer und Maler
- Vestrini, Roberto (1908–1966), italienischer Ruderer
- Vestris, Angiolo (1730–1809), italienischer Tänzer und Schauspieler
- Vestris, Auguste (1760–1842), französischer Tänzer und Choreograf
- Vestris, Gaetano (1729–1808), italienischer Tänzer und Choreograf
- Vestris, Georges (* 1959), französischer Basketballspieler
- Vestris, Lucia Elizabeth (1797–1856), englische Schauspielerin und Sängerin (Alt)
- Vestris, Rose (1746–1804), französische Bühnenschauspielerin
- Vestris, Therese (1726–1808), italienische Tänzerin
- Vestvali, Felicita von (1831–1880), deutsche Sängerin (Alt) und Schauspielerin
- Vestweber, Dietmar (* 1956), deutscher Biochemiker und Zellbiologe

### Vesu
- Vesugar, Jamshed Burjorji (1894–1971), indischer Diplomat

### Vesz
- Veszelka, Tomáš (* 1995), slowakischer Leichtathlet
- Vesztróczy, Manó (1875–1955), ungarischer Maler